# Mar Moreno
María del Mar Moreno Ruiz (La Carolina, 7 de mayo de 1962) es una jurista, escritora y expolítica española. Más conocida como Mar Moreno, ha sido, entre otras responsabilidades públicas, presidenta del Parlamento de Andalucía, elegida por unanimidad, siendo la primera mujer en ocupar el cargo. En 2018 abandonó la política. En su condición de jurista, es  Consejera Electa del Consejo Consultivo de Andalucía.
En 2024 su cuarta novela "Dicen que te quise tanto" ha recibido el XXX premio Andalucía de la Crítica.

## Biografía
Jurista, política, escritora. Nacida el 7 de mayo de 1962 en La Carolina, provincia de Jaén, es licenciada en Derecho por la Universidad de Granada habiendo ejercido la abogacía y trabajado en diferentes empresas públicas y privadas. Ha desempeñado importantes responsabilidades públicas hasta enero de 2018, cuando abandonó la actividad política para incorporarse, como jurista, al Consejo Consultivo de Andalucía como Consejera electa, tarea que desempeña en la actualidad.

### Actividad política

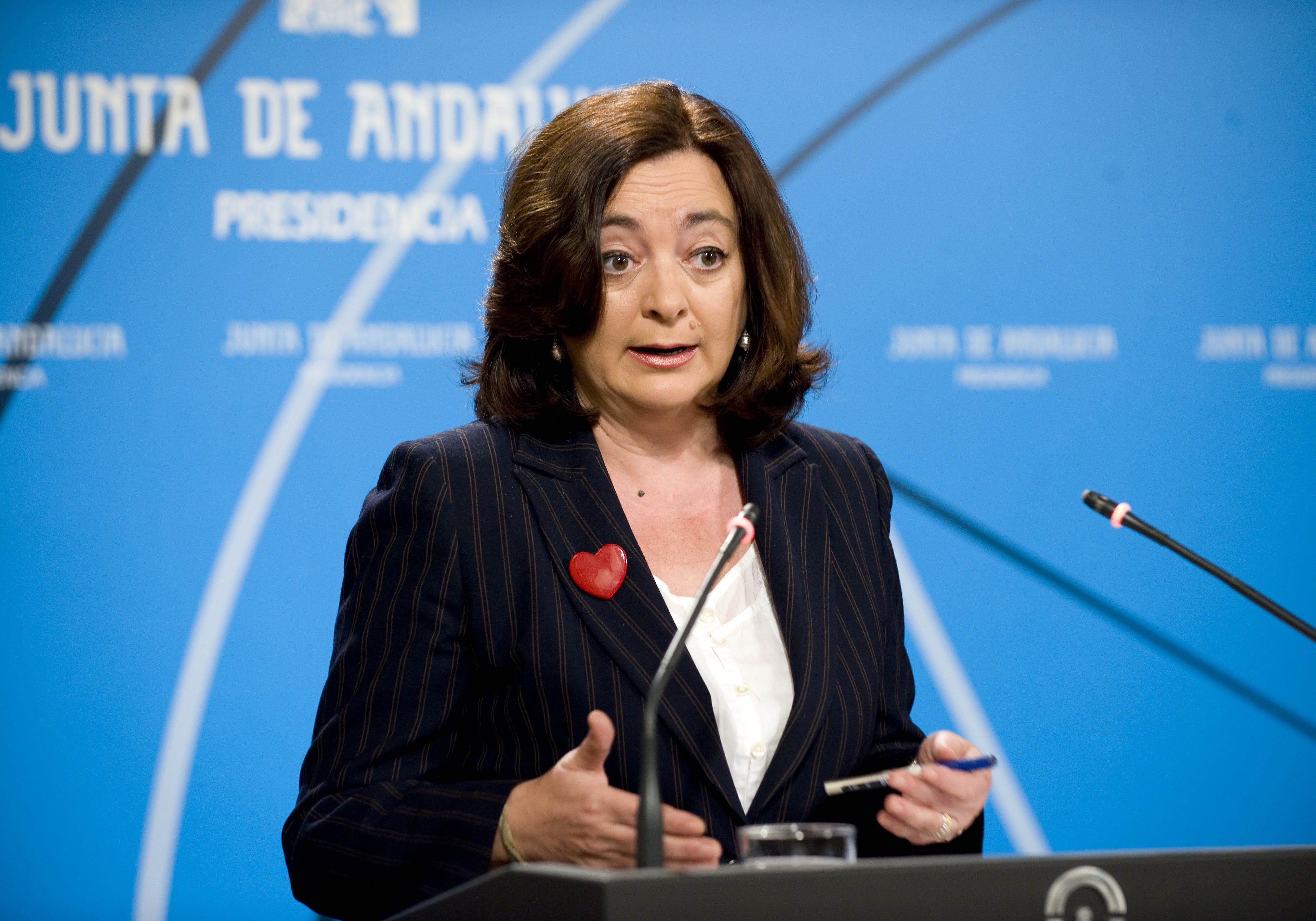
Imagen de Mar Moreno

Ingresó en el PSOE en 1991 ocupando desde entonces diversos cargos de responsabilidad orgánica en el partido como vicesecretaria de la Agrupación local de La Carolina y secretaria de la Comisión Ejecutiva Provincial de Jaén entre 1993 y 1994. Formó parte del Comité Federal del PSOE desde 2001 hasta 2010, Institucionalmente, desempeñó cargos públicos provinciales como el de Delegada del Gobierno de la Junta de Andalucía en Jaén. En 2004 encabezó las listas del PSOE por la provincia de Jaén al Parlamento de Andalucía, siendo electa diputada y designada presidenta de la Cámara durante la Legislatura 2004-2008. Bajo su presidencia se reformó el Estatuto de Autonomía. En 2008 vuelve a encabezar la lista socialista de Jaén y vuelve a obtener escaño. En abril de 2008 es nombrada consejera de Obras Públicas de la Junta de Andalucía, pero abandona el cargo al ser designada secretaria de Relaciones Institucionales y Política Autonómica en la Ejecutiva Federal del PSOE, siendo Secretario General José Luis Rodríguez Zapatero, cargo que ocupó junto al de diputada en el Parlamento de Andalucía y senadora.
El 23 de abril de 2009 vuelve al gobierno andaluz como consejera de Educación en el primer gobierno de José Antonio Griñán.
En 2010 fue nombrada consejera de la Presidenciay portavoz del gobierno andaluz.
El 5 de mayo de 2012 tras el pacto de gobierno alcanzado entre PSOE e IU es designada consejera de Educación. 
En 2013, tras el nombramiento de Susana Díaz como presidenta de la Junta de Andalucía, sale del Ejecutivo para ser una de las senadoras de designación autonómica. En el Senado ha sido Vicepresidenta de la Comisión de Justicia, miembro de la Comisión Mixta Unión Europea y de la Comisión Constitucional.

### Obra literaria
Como escritora ha participado en distintas publicaciones colectivas, y ha publicado cuatro novelas y un poemario.
Su primera novela fue  El sueño de Eva en 2004;
La segunda novela se titula El día que nos obliguen a olvidar publicada en 2019, obra que ha sido finalista del Premio Andalucía de la Crítica. Publicada en el sello Berenice de la Editorial Almuzara. 
En 2021 ha publicado Nunca sabes quien llama, en la misma editorial y sello, novela de género negro que ha sido finalista del Cubelles Noir y premiada con el IV ICUE Negro que otorga el festival de Cartagena Negra. 
En 2023 ha publicado el poemario "De violetas y rosas" con la editorial Endymion, obra ganadora del premio Ana María Hidalgo de Poesía. 
Su última novela publicada a finales de 2023 en Berenice se llama Dicen que te quise tanto y ha obtenido, en 2024, el XXX Premio Andalucía de la Crítica que otorga la Asociación Andaluza de Escritores y Críticos Literarios.